# November Rain
«November Rain» — сингл американського рок-гурту Guns N' Roses, написаний вокалістом Екслом Роузом і випущений у вигляді синглу в червні 1992 року. Пісня також присутня на альбомі Use Your Illusion I. Балада триває майже 9 хвилин, що ставить її в один ряд з такими творами, як Stairway to Heaven рок-гурту Led Zeppelin та Bohemian Rhapsody гурту Queen.
Пісня досягла 3-ї позиції в чарті Billboard Hot 100, ставши найдовшою піснею в історії, що увійшла в десятку найкращих пісень чарту.

## Учасники запису

### Guns N' Roses
- Ексл Роуз — вокал, фортепіано, синтезатор
- Іззі Стредлін — Ритм-гітара
- Слеш — соло-гітара
- Дафф МакКаган — бас-гітара
- Діззі Рід — клавішні
- Метт Сорум — ударні, хор

### Запрошені музиканти
- Shannon Hoon — бек-вокал, хор
- Johann Langlie — синтезатор
- Reba Shaw — бек-вокал, хор
- Стюарт Бейлі — бек-вокал, хор

## Чарти
| Чарт (1992)                               | Найвища позиція position |
| ----------------------------------------- | ------------------------ |
| Australian ARIA Singles Chart             | 5                        |
| Austrian Singles Chart                    | 2                        |
| Dutch Singles Chart                       | 4                        |
| French SNEP Singles Chart                 | 18                       |
| German Singles Chart                      | 9                        |
| Irish Singles Chart                       | 3                        |
| New Zealand Singles Chart                 | 7                        |
| Norwegian Singles Chart                   | 7                        |
| Swedish Singles Chart                     | 10                       |
| Swiss Singles Chart                       | 8                        |
| UK Singles Chart                          | 4                        |
| U.S. Billboard Hot 100                    | 3                        |
| U.S. Billboard Hot Mainstream Rock Tracks | 15                       |
| U.S. Billboard Top 40 Mainstream          | 19                       |

| Чарт (1992)              | Позиція |
| ------------------------ | ------- |
| Australian Singles Chart | 2       |
| Dutch Top 40             | 13      |
| U.S. Billboard Hot 100   | 17      |

| Country     | Certification | Date           | Sales certified |
| ----------- | ------------- | -------------- | --------------- |
| Germany     | Gold          | 1992           | 150,000         |
| Netherlands | Gold          | 1992           | 40,000          |
| U.K.        | Silver        | 22 July 2013   | 200,000         |
| U.S.        | Gold          | August 5, 1992 | 500,000         |